# Конторська вулиця (Харків)
Конторська вулиця — вулиця у Новобаварському районі Харкова. Пролягає паралельно правому берегу річки Лопань. Починається від берега річки, поруч із початком вулиці Полтавський Шлях. Перетинається з Клубним провулком, Різдвяною вулицею, Конторським провулком, Клещівським провулком, Ярославською вулицею, Дмитрівською вулицею, Гончарівським бульваром.

## Назва та історія вулиці
Початок забудови вулиці відносять до XVIII століття. До 1790 року вулиця мала назву Безсала. Згідно з мапою міста від 1787 року, вулиця закінчувалася біля міської фортечної стіни, яка з'єднувала береги річки Лопань, захищаючи Залопанську частину Харкова, яка розташовувалася у вигині річки. За стіною (напроти кінця вулиці) розташовувалася приміська слобода Афанасіївка.
На початку вулиці, приблизно на місці № 4 або 5 (точно невідомо) стояла одна з найбільших церков Харкова — церква Різдва Богородиці (після жовтневого перевороту 1917 р. вона була знищена більшовиками). Пізніше вулиця отримала назву Різдвяної, за назвою розташованої на ній церкви.
Ліва сторона Різдвяної вулиці була забудована приватними будинками. Між окремими садибами розташовувалися провулки, які виходили на річку Лопань, через річку були перекинуті містки, за прохід по яких будівельниками-орендарями бралася платня. У 1872 році, усі містки перейшли у власність міста. Права сторона Різдвяної вулиці була майже не забудована.
Біля сучасної Ярославської, вулиця обривалася, далі йшла дорога вздовж сінокісної левади, у напрямку Гончарівської (Довгалівської) слободи. В першій половині XIX сторіччя Різдвяна вулиця злилася з Гончарівською слободою. Якщо на мапі міста 1804 року, вулиця все ще закінчувалася біля міської стіни, то вже на мапі 1817 року, вулиця має вихід на слободу. На мапі 1827 року, Довгалівка Гончарівка вже з'єдналася з Залопанню.
У 30-х роках XIX століття на вулиці з'явилося кілька невеликих промислових підприємств, серед них шкіряний та горілчаний заводи. При горілчаному заводі розташовувалася контора винних відкупів, у зв'язку з чим вулиця отримала назву Конторська, а Різдвяною вулицею став називатися колишній Різдвяний провулок. Цю назву вулиця носила до 1924 року, коли її було перейменовано на Червоножовтневу.
У 40-х роках XIX сторіччя на розі Конторської та Різдвяної існував так званий пансіон «Німця», навчальний заклад, відомий своєю жорстокою паличною дисципліною.
У 50-70-х роках XIX сторіччя на вулиці відкрився ще ряд підприємств. Найбільш значними були побудований у 1870 році чавуноливарний завод, який пізніше перейшов до Шиманського, а також Кондитерська фабрика Кромського (1873 рік, побудована за проєктом архітектора Михаловського Б. Г.).
Приблизно у 1890 році через річку Лопань було побудовано дерев'яний міст за проєктом архітектора Михаловського, міст з'єднував початок Конторської вулиці з Торгівельною площею (сучасний Павлівський майдан). Міст було зруйновано під час Другої світової війни, більше його не відбудовували. Розбудова самої вулиці велася в напрямку місцевості Гончарівка, де у XIX сторіччі місто викупило у купця Карпова сад з джерелами, які використовувались для водопостачання міста.
У 1902 році на вулиці була відкрита поштово-телеграфна контора.
Робітники чавуноливарного заводу брали активну участь уреволюційних подіях 1905—1907 років. Протягом 1905 вони страйкували п'ять разів. Бойова дружина заводу брала участь в захисті барикад на Університетській гірці та в грудневому збройному робітничому виступі.
У 1917 році на заводі перебували районний комітет КП(б)У і штаб Червоної гвардії Холодногірського району. Заводський загін Червоної гвардії, налічував понад 150 осіб.
На п'яту річницю Жовтневого перевороту (1917 року), у 1922 році чавуноливарний завод отримав назву «Червоний Жовтень», у зв'язку з чим Конторська вулиця у 1924 році була перейменували в Червоножовтневу, закріплюючи у харківській топоніміці один з головних символів нової комуністичної влади — Жовтневий переворот.
У 1933 році завод «Червоний Жовтень» було реконструйовано, що перетворило його на одне з найбільших підприємств з виготовлення машин та устаткування для цегельних заводів.
Також у 20-х роках XX сторіччя була реконструйована кондитерська фабрика, яка стала 2-ю Державною кондитерською фабрикою імені Н. К. Крупської, сама Крупська, відвідала фабрику 30 вересня 1925 року.
У 1937 році на Червоножовтневій вулиці почалося будівництво міжміської телефонної станції за проєктом архітектора Л. Г. Любарського.
Під час Другої світової війни вулиця сильно постраждала. Майже повністю було зруйновано завод «Червоний Жовтень». Відступаючи, німецькі частини в серпні 1943 року заклали в корпусах заводу понад три тонни вибухівки. Тільки завдяки військовикам Степового фронту будівлі вдалося врятувати. 23 серпня 1943 року взвод саперів під командуванням В. Г. Веслова повністю розміновував завод. У післявоєнні часи завод було відновлено, і вже у 1950 році випуск продукції збільшився втричі в порівнянні з довоєнними. Завод почав виготовлення нових удосконалених машин по виробництву будівельних матеріалів, а також приладів автоматики для різних галузей народного господарства.
На початку 1976 року в виробничому управлінні «Харківводопровід», розташованому на вулиці, вступила в дію перша черга автоматизованої системи управління водопостачанням міста, для якої було побудовано нову будівлю. Вона пов'язана з помповою станцією, яка обслуговує Індустріальний та Немишлянський райони міста.
20 листопада 2015 року вулиця отримала свою стару назву, ставши знову Конторською.

## Будинки
Багато будинків на Конторській вулиці є Пам'ятками архітектури Харкова, або є зразками старої забудови міста.
Будинок № 1 — Готель «Версаль». Нині це один з корпусів ХДАК. Є реконструкцією декількох будівель XIX ст., об'єднаних одним фасадом, який виконав архітектор Цауне Ю. С. на початку XX ст.
Будинок № 2 — Аптека громадського піклування. Арх. Ярославський П. А., 1786 р.
Будинок № 3 — Приватний особняк. Арх. Гінш І. П., 1877 р. Нині бюро ритуальних послуг.
Будинок № 7 — Житловий будинок. Арх. Покровський В. М., 1913 р., в цьому будинку знаходилася балетна школа Наталії Дудинської, в якій навчалися Клавдія Шульженко, Ірина Бугримова.
Будинок № 12 — Прибутковий будинок. Арх. А. Томсон, 1873 р. Замовник будівництва В. Пащенко-Тряпкін.
Будинок № 14 — Міжміська телефонна станція. Арх. Любарський Л. Р., 1936 р. Нині Укртелеком.
Будинок № 16 і 16а — Житлові будинки XIX століття, архітектор невідомий, пам'ятки архітектури. У 2021 році розпочато реконструкцію будинку № 16а. Під час будівельних робіт було розібрано фронтон, перебудовано деякі стіни, надбудовано мансарду, зруйновано фриз та пошкоджено капітелі. За запитом активіста від департаменту містобудування та архітектури ХОВА надано відповідь, що будівництво відбувається незаконно, інформація направлена до Новобаварської окружної прокуратури.
Будинки № 17, 19, 23, 26, 27 — Житлові будинки XIX століття, пам'ятки архітектури. Архітектори невідомі.
Будинок № 18 — Житловий будинок сім'ї фон Спенглер XIX століття, пам'ятка архітектури. Архітектор невідомий. У двоповерховому будинку 24 вересня 2020 року сталась пожежа. Повністю згоріла покрівля, постраждали дерев'яні перекриття. Під час пожежі загинуло двоє людей. Було проведено роботи з відновлення перекриття та покрівлі. У 2021 році розпочато ремонт фасаду, а 2022 році роботи призупинено. Під час будівельних робіт повністю зруйновано всі архітектурні елементи фасаду. За запитом активіста від департаменту містобудування та архітектури ХОВА надано відповідь, що будівництво відбувається незаконно, інформація направлена до Новобаварської окружної прокуратури.
Будинок № 25 — У цьому будинку жила живописець Зінаїда Серебрякова.
Будинок № 26 — прибутковий будинок Шапара, побудований для купця Івана Романенка. Арх. В. Фельдман, 1907 р.
Будинок № 29 — Кондитерська фабрика. Арх. Михаловський Б. Г., 1875 р. Фабрика належала впливовому харківському купцю Д. К. Кромському і була однією з перших фабрик такого роду в Харкові. Нині комплекс будівель не використовується й руйнується.
Будинок № 35 — КП «Харківблагоустрій», КП «Жилкомсервіс» та інші комунальні служби.
Будинок № 41 — Перша в Харкові станція швидкої допомоги. Арх. Мороховець В. Е., 1914 р. Нині Управління станції швидкої медичної допомоги. Крім того, при станції відкрито Музей швидкої медичної допомоги.
Будинок № 75/77 — Харківський машинобудівний завод «Червоний Жовтень». Територія заводу фактично перекриває Конторську вулицю і робить неможливим наскрізний проїзд. Завод треба об'їжджати Гончарівським провулком, Великою Гончарівською вулицею і Ливарним провулком.
Будинок № 90 — КП ТВО «Харківкомунпромвод», КП Виробничо-технологічне підприємство «Вода» та інші комунальні служби.

## Зображення

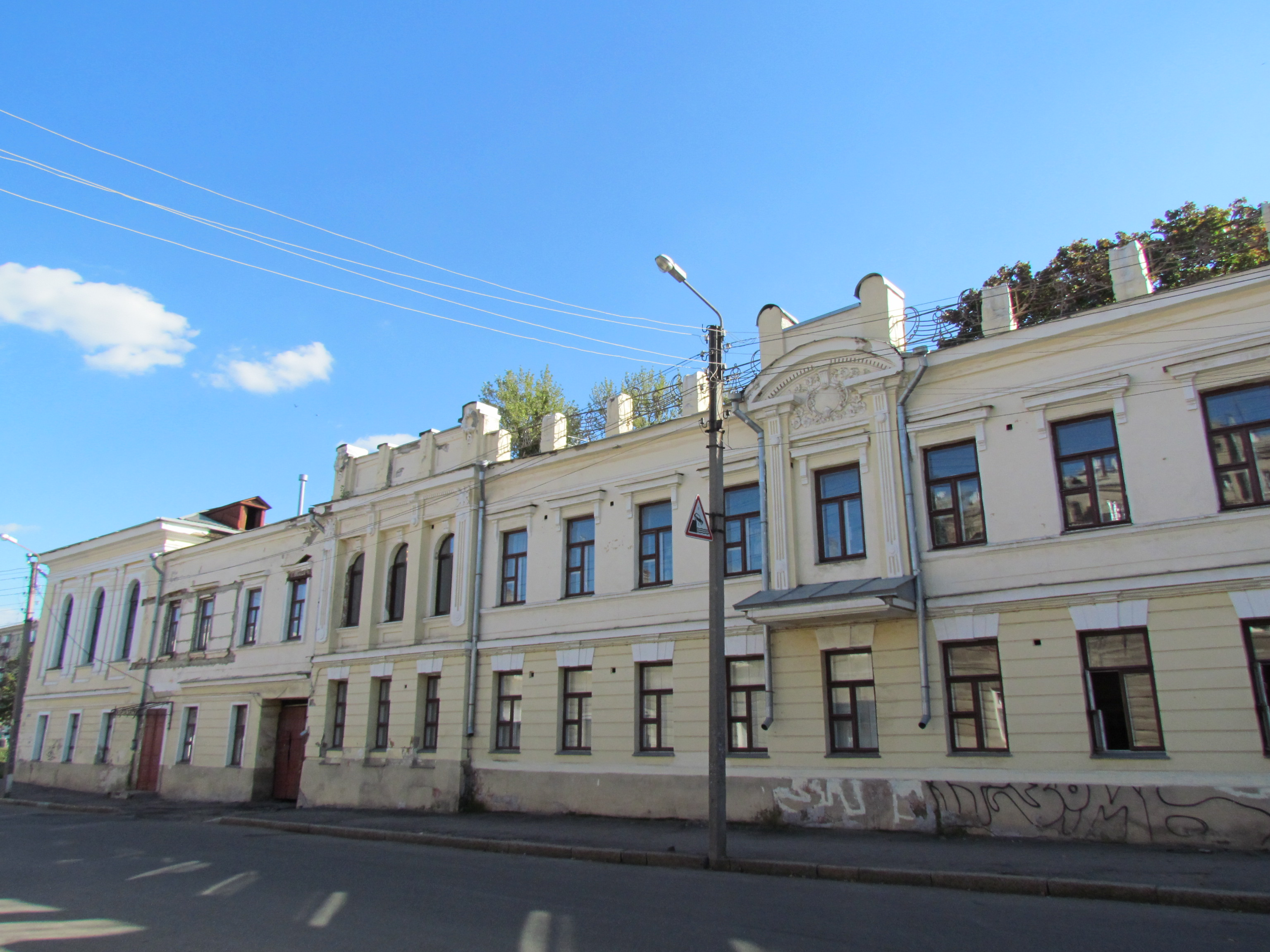
вул. Конторська, 1. Навчальний корпус ХДАК
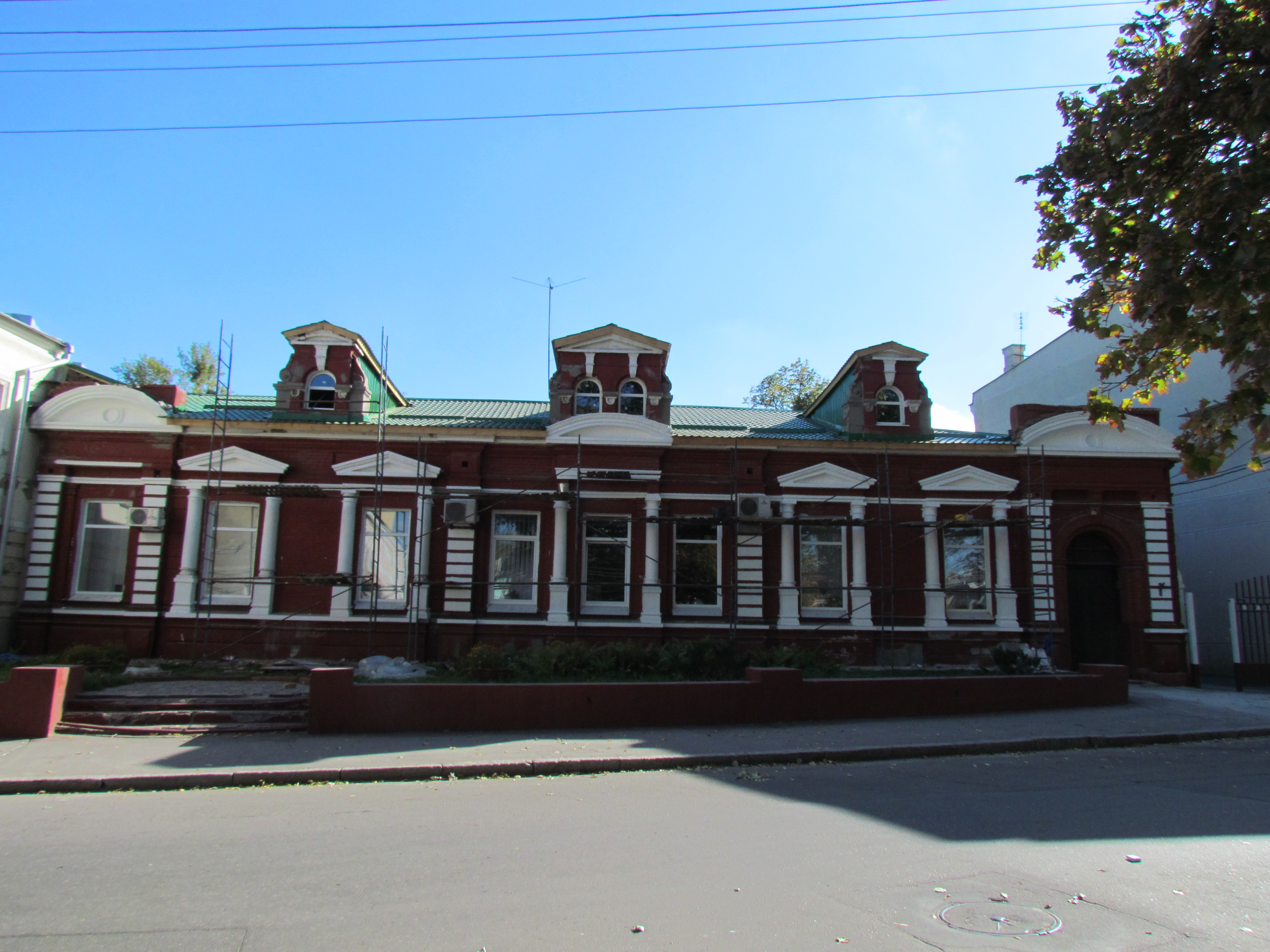
вул. Конторська, 3. Бюро ритуальних послуг
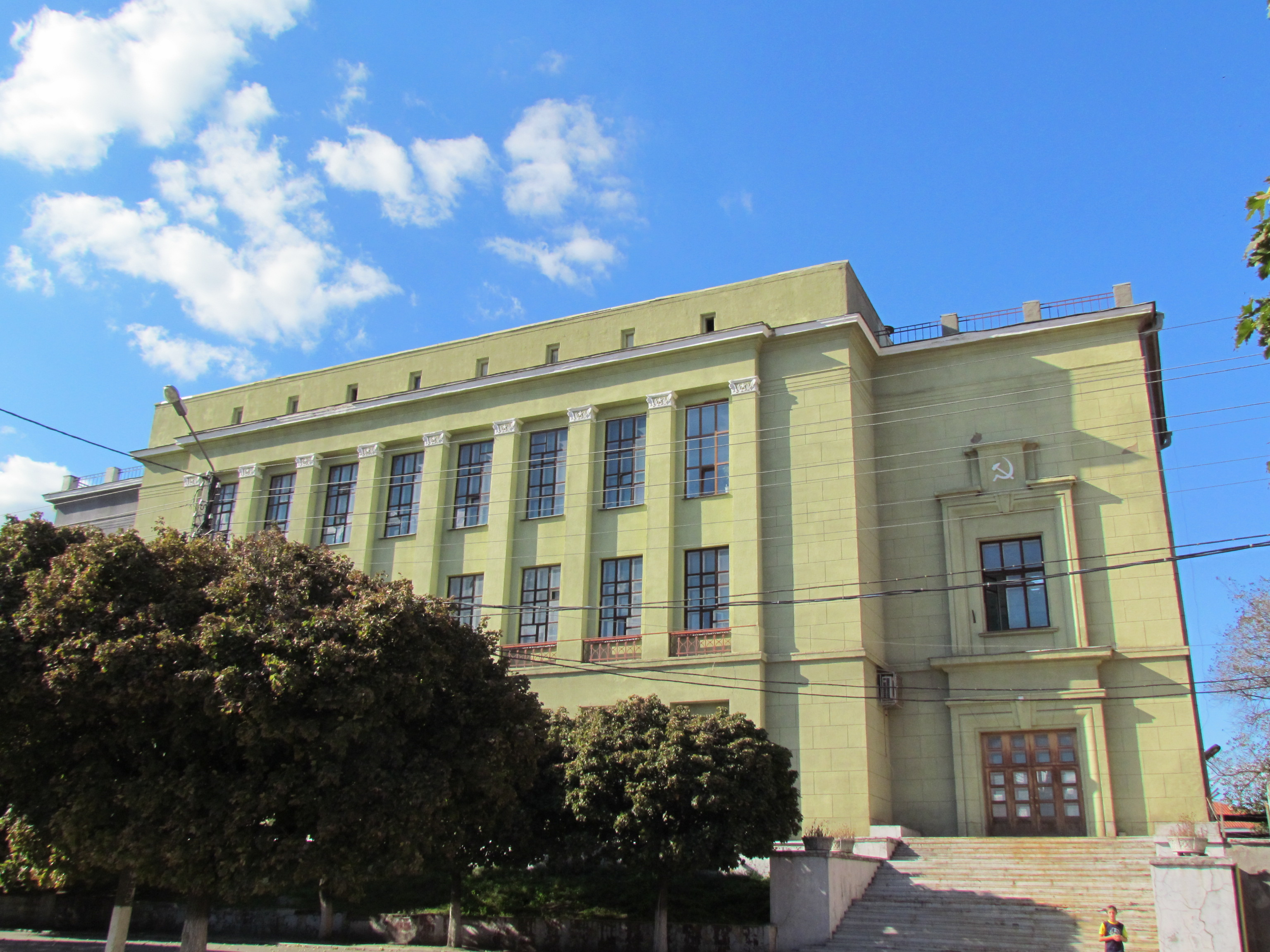
вул. Конторська, 14. Телефонна станція
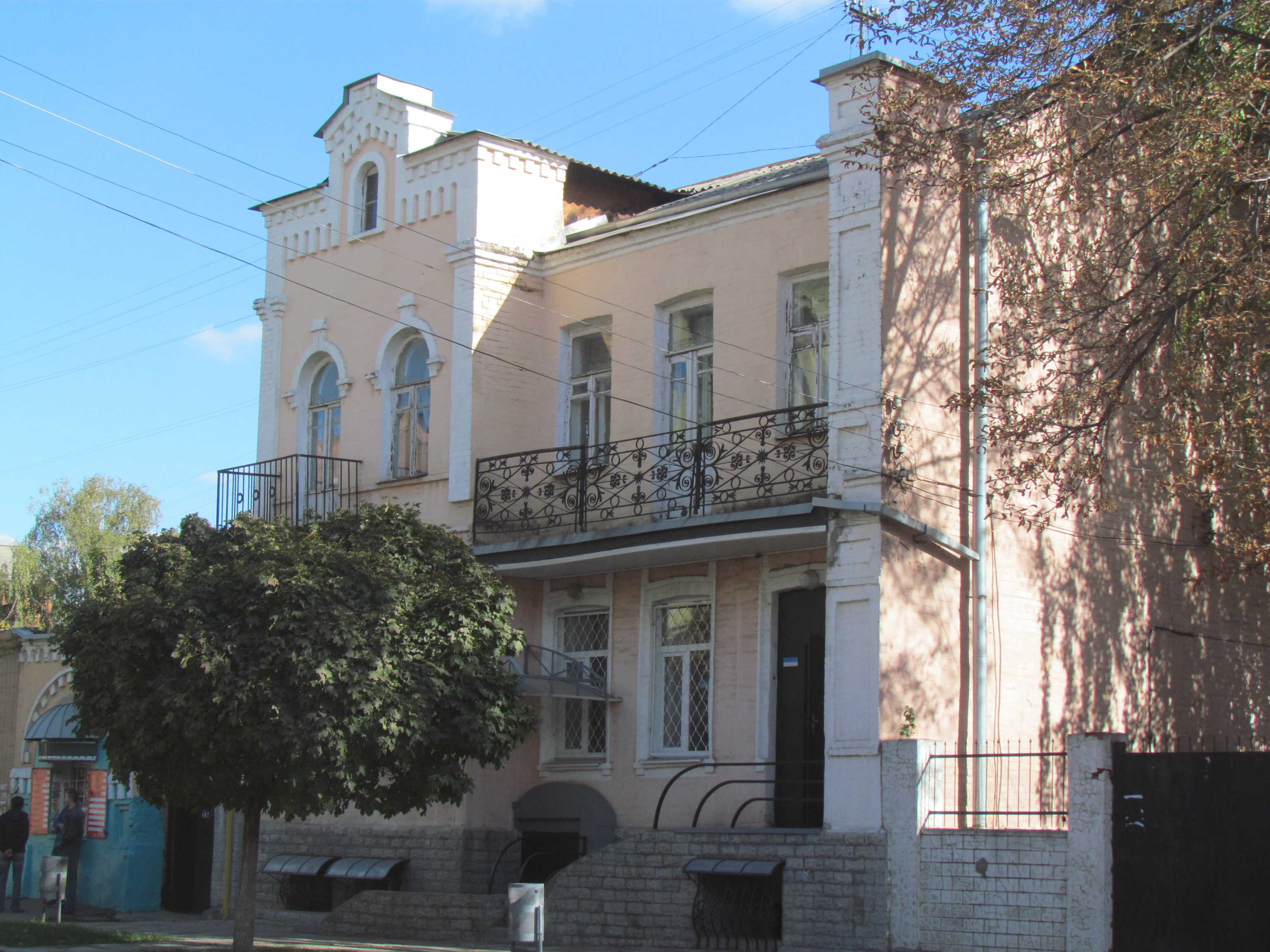
вул. Конторська, 17. Житловий будинок
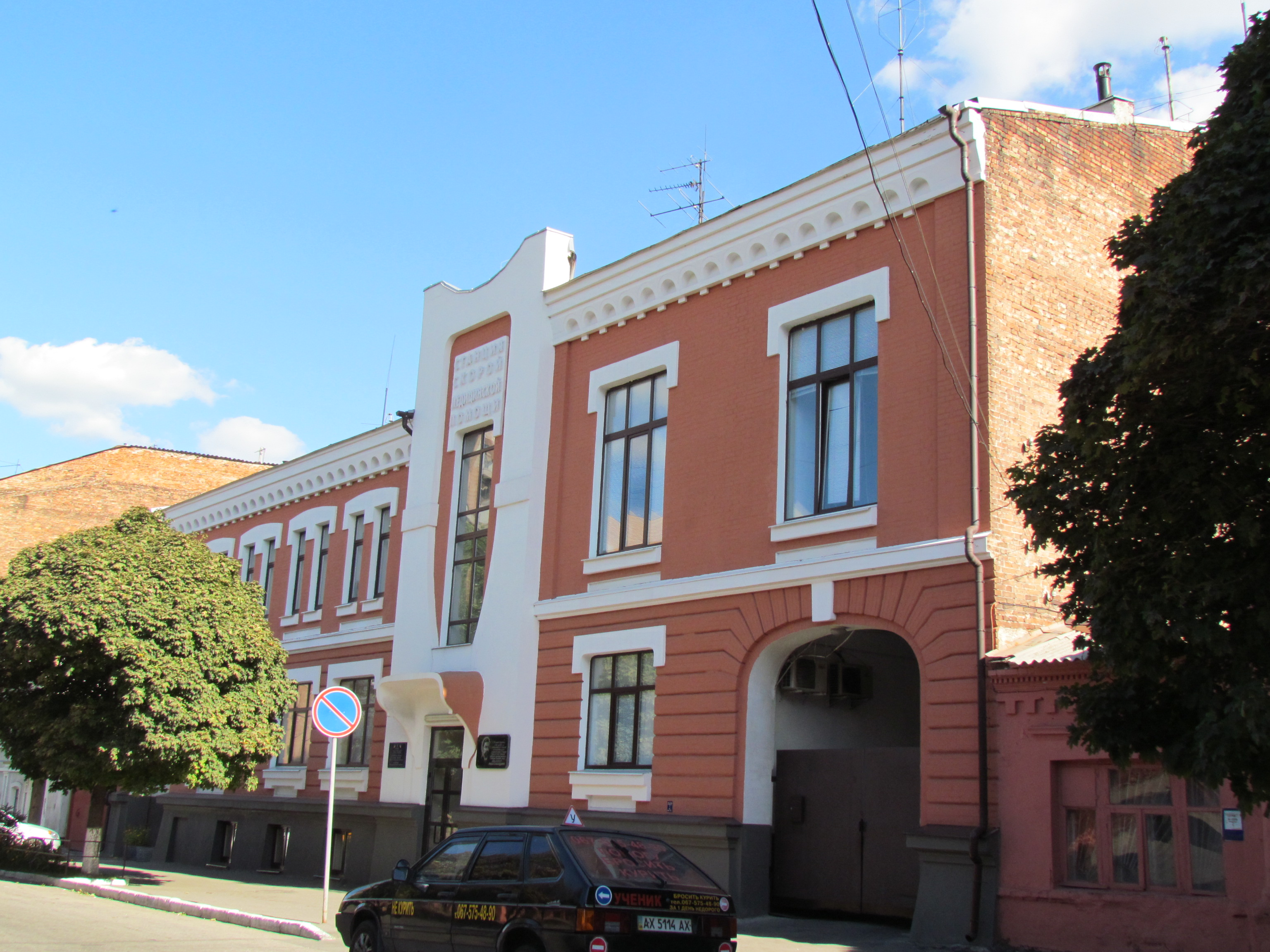
вул. Конторська, 41. Управління станції швидкої медичної допомоги
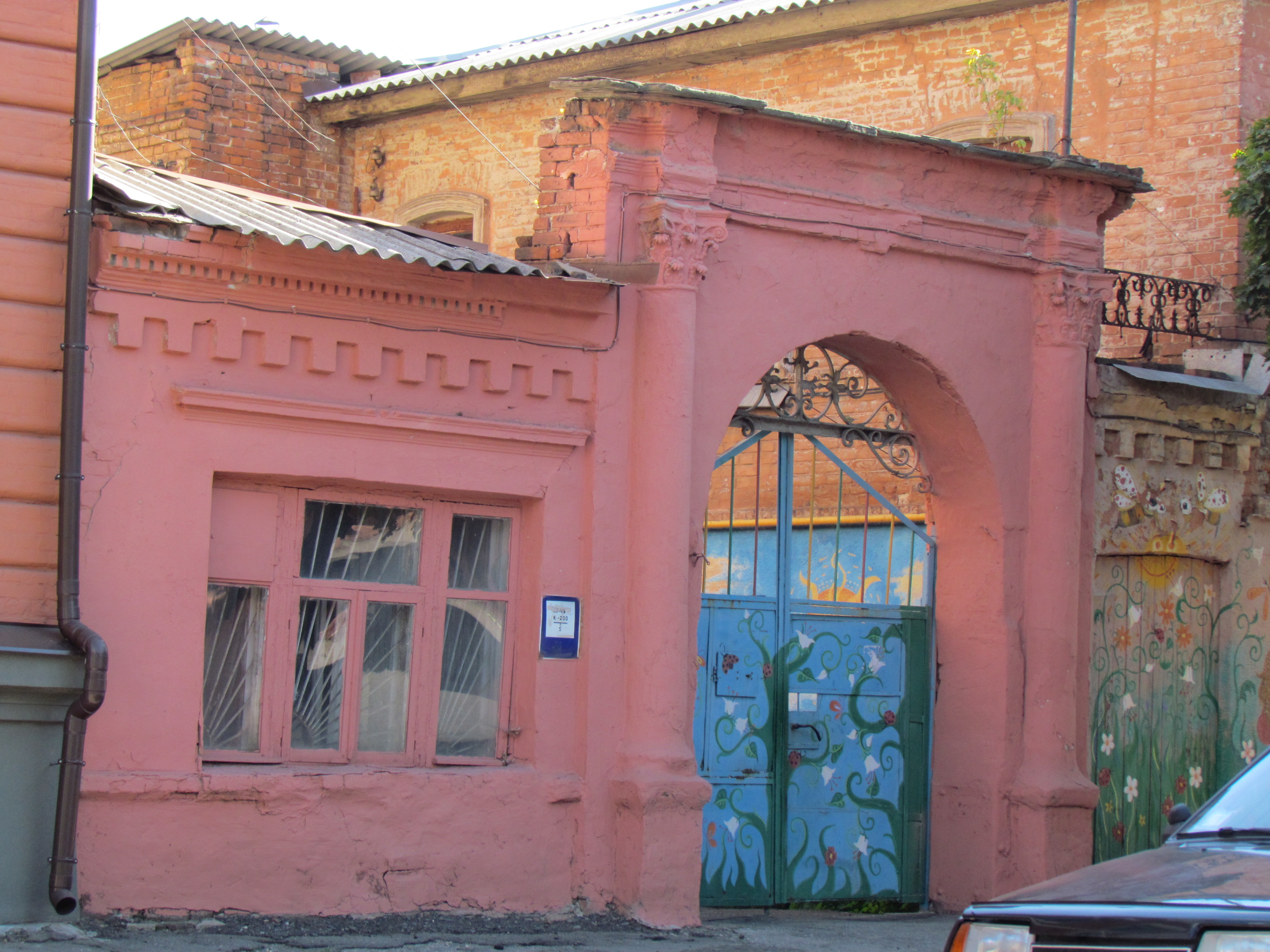
вул. Конторська, 43. Ворота садиби, 2-а половина 19 ст.
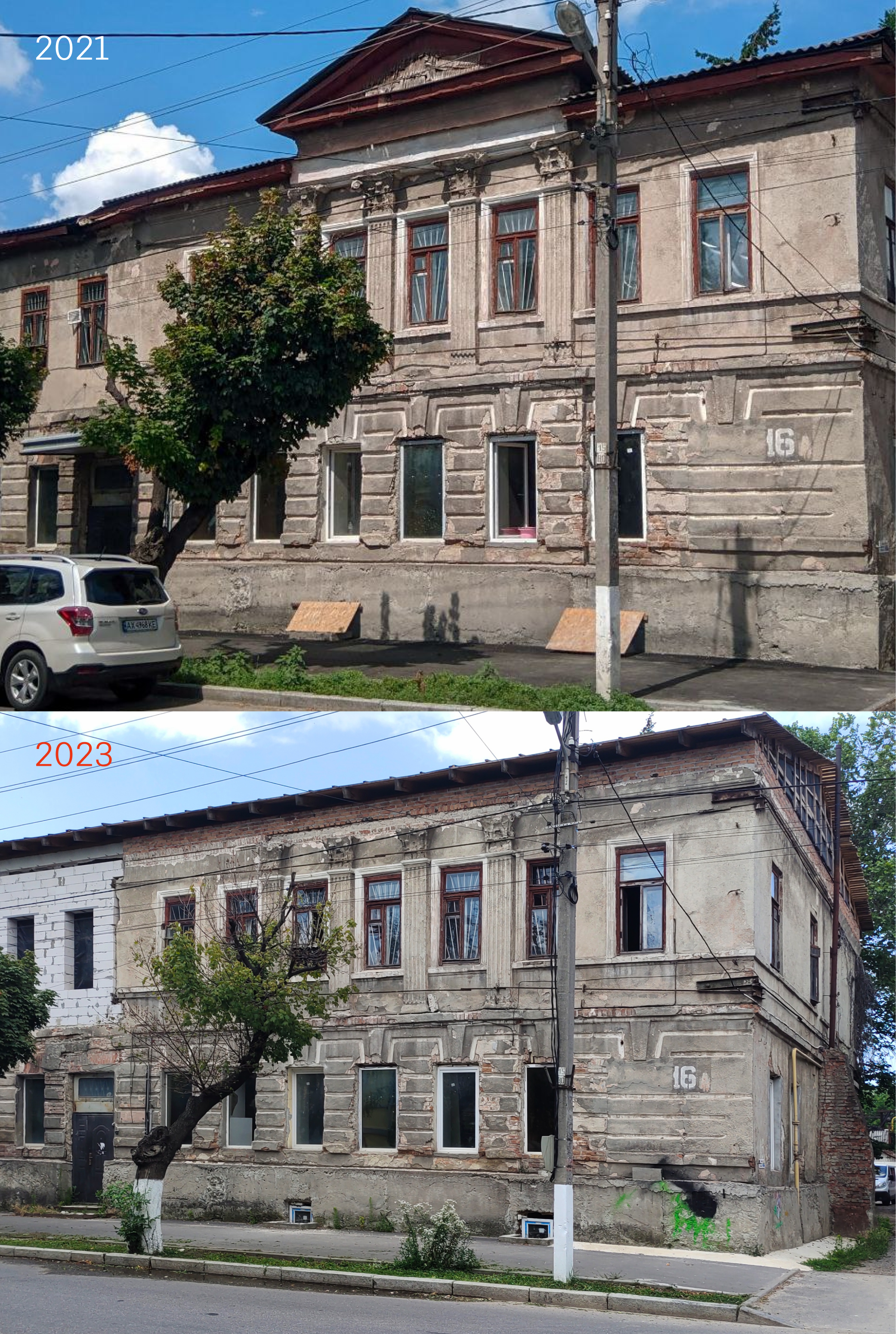
вул. Конторська, 16а до та після незаконної реконструкції
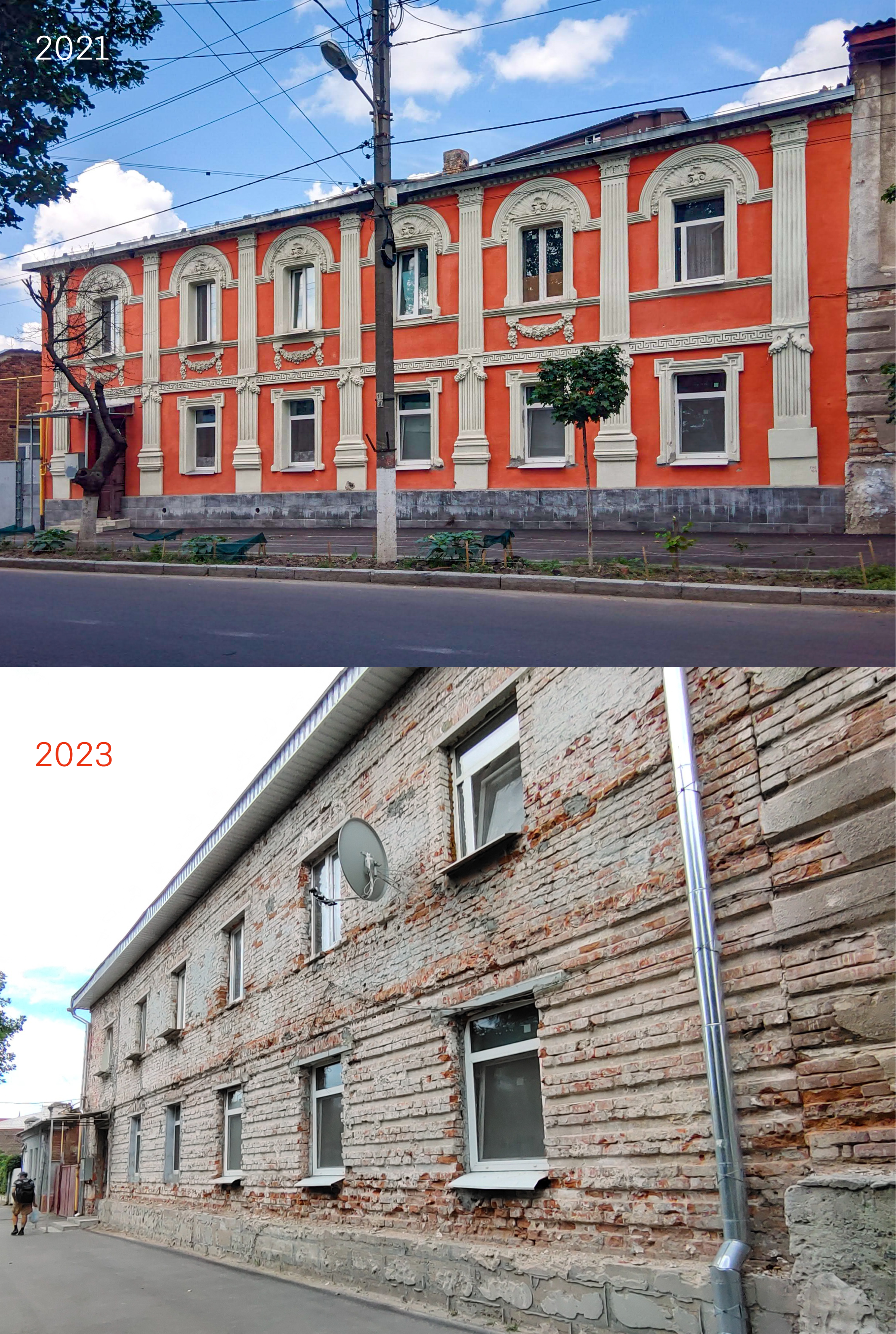
вул. Конторська, 18 до та після незаконної реконструкції